# Durio graveolens
Durio graveolens är en växt i släktet durio vars träd kan bli upp till 50 meter höga. Trädet producerar ätbara frukter, vars skal är orangegult med en centimeter långa taggar. Frukten har sött karmosinfärgat fruktkött med en smak av rostad mandel. Frukten liknar durio dulcis, men frukten öppnar medan den hänger i trädet, och har mörkrött fruktkött, medan durio dulcis frukt faller oöppnad och har mörkgult fruktkött. Durio suluk, är en naturlig hybrid mellan durio zibethinus och durio graveolens.